# ダラス (オレゴン州)
ダラス（Dallas）は、アメリカ合衆国オレゴン州の都市。ポーク郡の郡庁所在地である。2010年の国勢調査によると人口は14,583人。
ダラスはセイラムの西方24キロメートルに位置し、標高は99メートルである。セイラム大都市圏に位置している。

## 歴史
1840年代、リッカーオール川北側にシンシアン（またはシンシアナ）と言う名称でダラスは創立した。1947年の地元新聞記事には「この町の名前（シンシアナ）はケンタッキー州にある同名の町の名前から取られた。」と書かれている。また、1987年に発行された『ポーク郡の歴史』12ページには、「トーマス・J・ラブレイディ夫人が町の創立を記念し、自身の故郷であるケンタッキー州シンシアナから名付けた。」と記載されている。
また、他の説では地元名士の妻である「シンシア・アン」から由来しているとする。しかし、1850年の国勢調査によると彼女は1850年までにポーク郡を離れたとされている。
1852年には市議会の決定により、郡名の由来となった第11代大統領ジェームズ・ポークの下で副大統領を務めたジョージ・M・ダラスの名を冠した「ダラス」に変更され、郵便局が設置された。1856年には深刻な水不足解消のため南方1マイルの地点に移転した。
インディペンデンスと郡庁の地位を争っており、その地位を維持するために17,000米ドルをかけて鉄道を誘致し、実際に1878年から2年間の間建設工事が行われた町昇格は1874年、市昇格は1901年である。

### ガーリンガ一族
1901年10月、サー・ルイス・ガーリンガーが鉄道会社を創設、ウィラメット川沿岸の都市セイラムから約100キロメートルにわたる鉄道建設計画を発表した。
1903年5月29日、ダラスからフォールズシティへ向けて第一号の列車が走行した。6月末には定期列車が設定され、14 km間を片道40分、35セントで毎日結んだ。

## 地理

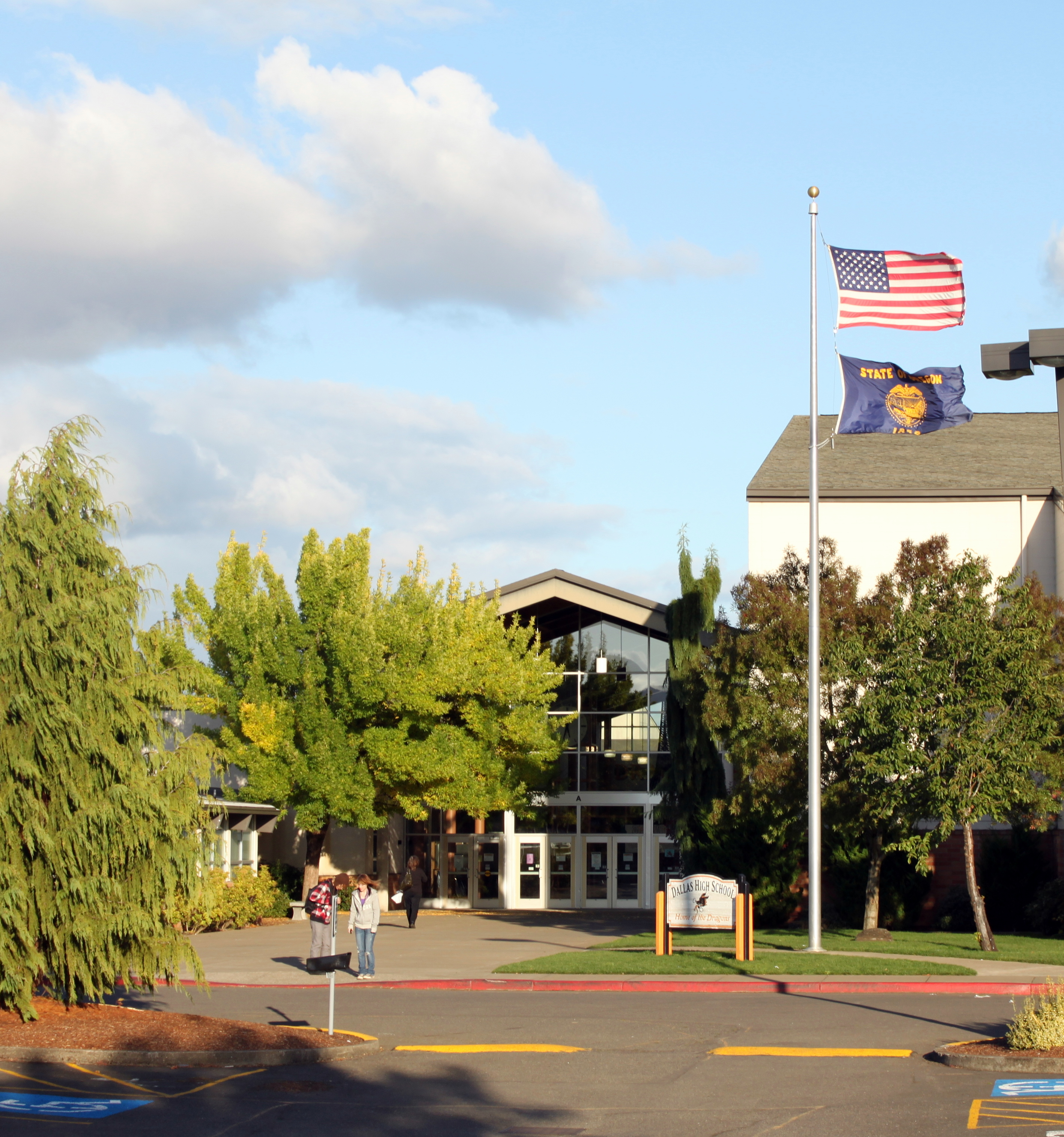
ダラス高校

アメリカ合衆国国勢調査局によると、ダラス市の面積は12.46 km2で全てが陸面積である。

## 気候
| オレゴン州ダラスの気候                                                          | オレゴン州ダラスの気候 | オレゴン州ダラスの気候 | オレゴン州ダラスの気候 | オレゴン州ダラスの気候 | オレゴン州ダラスの気候 | オレゴン州ダラスの気候 | オレゴン州ダラスの気候 | オレゴン州ダラスの気候 | オレゴン州ダラスの気候 | オレゴン州ダラスの気候 | オレゴン州ダラスの気候 | オレゴン州ダラスの気候 | オレゴン州ダラスの気候 |
| 月                                                                              | 1月                    | 2月                    | 3月                    | 4月                    | 5月                    | 6月                    | 7月                    | 8月                    | 9月                    | 10月                   | 11月                   | 12月                   | 年                     |
| ------------------------------------------------------------------------------- | ---------------------- | ---------------------- | ---------------------- | ---------------------- | ---------------------- | ---------------------- | ---------------------- | ---------------------- | ---------------------- | ---------------------- | ---------------------- | ---------------------- | ---------------------- |
| 平均最高気温 °F （°C）                                                          | 47 (8)                 | 51 (11)                | 56 (13)                | 61 (16)                | 68 (20)                | 74 (23)                | 82 (28)                | 83 (28)                | 78 (26)                | 65 (18)                | 52 (11)                | 45 (7)                 | 63.5 (17.4)            |
| 平均最低気温 °F （°C）                                                          | 35 (2)                 | 35 (2)                 | 38 (3)                 | 40 (4)                 | 44 (7)                 | 49 (9)                 | 51 (11)                | 51 (11)                | 48 (9)                 | 43 (6)                 | 38 (3)                 | 34 (1)                 | 42.2 (5.7)             |
| 降水量 inch （mm）                                                              | 7.64 (194.1)           | 5.67 (144)             | 4.88 (124)             | 3.19 (81)              | 2.13 (54.1)            | 1.54 (39.1)            | .43 (10.9)             | 0.55 (14)              | 1.14 (29)              | 3.07 (78)              | 7.72 (196.1)           | 9.06 (230.1)           | 47.02 (1,194.4)        |
| 出典：http://www.usclimatedata.com/climate/dallas/oregon/united-states/usor0091 |                        |                        |                        |                        |                        |                        |                        |                        |                        |                        |                        |                        |                        |

## 人口動静
以下は2010年国勢調査に基づく。
| 基礎データ - 人口：14,583人 - 世帯数：5,747世帯 - 家族数：3,952家族 - 人口密度：1,170.6人/m2 - 住居数：6,137軒 - 住居密度：492.6軒/m2 人種別人口構成 - 白人：92.6% - アフリカン・アメリカン：0.2% - ネイティブ・アメリカン：2.0% - アジア人：0.8% - 太平洋諸島系：0.1% - その他の人種：1.6% - 混血：2.7% - ヒスパニック・ラテン系：5.9% 世帯と家族（対世帯数） - 18歳未満の子供がいる: 32.2% - 結婚・同居している世帯: 51.8% - 未婚・離婚女性が世帯主である世帯: 12.3% - 未婚・離婚男性が世帯主である世帯: 4.6% - 非家族世帯: 31.2% - 単身世帯: 26.5% - 65歳以上の老人1人暮らし: 13.7% - 平均構成人数 - 世帯: 2.49人 - 家族: 2.98人 | 年齢別人口構成 - 18歳未満：25% - 18歳-24歳：7.9% - 25歳-44歳：23.3% - 45歳-64歳：24.8% - 65歳以上：18.8% - 年齢の中央値：39.8歳 - 男女比 - 男性：47.9% - 女性：52.1% 収入と家計（2000年国勢調査） - 収入の中央値 - 世帯: 35,967米ドル - 家族: 45,156米ドル - 性別 - 男性: 34,271米ドル - 女性: 22,941米ドル - 人口1人あたり収入: 16,734米ドル - 貧困線以下 - 対人口: 9.8% - 対家族数: 7.8% - 18歳未満: 13.2% - 65歳以上: 5.8% |

## メディア
ポーク・カウンティ・アイテマイザー・オブザーバーという週刊新聞が1875年から発行されている。また、地域ラジオ局KWIPが短波放送を行なっている。

## インフラ
ウェスト・バレー病院が地域医療を担っている。また、オレゴン州道223号線がダラス市にアクセスする唯一の州道である。

## 著名な住人
- マーク・ハットフィールド[15]：元オレゴン州知事、連邦上院議員